# Efferia currani
Efferia currani este o specie de muște din genul Efferia, familia Asilidae. A fost descrisă pentru prima dată de Stanley Willard Bromley în anul 1951.
Este endemică în Panama. Conform Catalogue of Life specia Efferia currani nu are subspecii cunoscute.